# 不可原諒事件檔案
《不可原諒事件檔案》（アナタヲユルサナイ）是於2007年11月15日發售的PlayStation Portable的冒險遊戲。

## 概要
由親手製作過多款聲音小說，例如《弟切草》、《窮奇之夜》及《街 〜命運的交差點〜》等有名的作品的麻野一哉和負責「最終幻想系列」、《藍龍》等作曲的作曲家植松伸夫携手製作的聲音小說。遊戲內的音樂由植松的「DOG EAR RECORDS」所屬的作曲家提供。
本遊戲須要直拿著玩，是PSP冒險遊戲到現在為止都沒有的遊戲。

## 登場人物
竹内理理子（Ririko Takeuchi）
父親成立的偵探事務所的調查員。作為偵探的技巧還未熟習，也常常對工作發脾氣。
竹内武雄（Takeo Takeuchi）
理理子的父親。以前是個有能力的刑警，但突然辭職並買下荒廢的幼兒園，設立了偵探事務所。
草薙學（Manabu Kusanagi）
理理子的丈夫。在工作上是她的上司，因為自己是現實思考者，所以常與主觀行動的理理子發生衝突。
木崎祐二（Yuuzi Kizaki）
偵探事務所的調查員。十分理解理理子，所以是她的好搭檔。他是一位同性戀者，亦是一位冷靜優秀的男性。

## 外部連結
- （日語）不可原諒事件檔案 官方網站（页面存档备份，存于）
- （日語）Fami通.com内特設網站 （页面存档备份，存于）
- （日語）豪華的製作陣容贈送的手提小說《決不能原諒你》【附有採訪映像】 （页面存档备份，存于）